# Giovanni XXIII (antipapa)
Papa di Roma (durante lo scisma D’Occidente) Giovanni XXIII, nato Baldassare Cossa (Ischia, 1370 circa – Firenze, 22 dicembre 1419), è stato un cardinale, vescovo cattolico e mercante italiano.
Eletto papa nel conclave di maggio 1410 tenutosi a Bologna a seguito della morte di Alessandro V (eletto da meno di un anno a Pisa nel giugno del 1409), Giovanni XXIII venne poi dichiarato antipapa, pur se per circa cinque secoli ufficialmente continuò a figurare come un papa legittimo. Durante il periodo del suo pontificato vissero altri due papi (di cui un antipapa) in sedi differenti: papa Gregorio XII (deposto dal concilio non riconosciuto di Pisa del 1409) a Roma e l'antipapa Benedetto XIII ad Avignone.
Dopo un primo tentativo effettuato con la forza contro Gregorio XII e andato male, per accentrare il suo potere contro la divisione della Chiesa, su pressione dell'imperatore Sigismondo di Lussemburgo, convocò il Concilio di Costanza per trovare una soluzione più diplomatica allo scisma d'Occidente. Una volta a Costanza, Giovanni XXIII promise per tre volte che avrebbe lasciato il pontificato per agevolare la soluzione dello scisma, ma quando si rese conto che dopo la rinuncia rischiava di essere imprigionato proprio come era successo a Celestino V poco più di un secolo prima, si diede alla fuga. Catturato, venne processato dal Concilio stesso e deposto.

## Biografia
Apparteneva alla famiglia dei Cossa, o Coscia, signori delle isole di Procida e Ischia, legata alla dinastia angioina.
Sembrerebbe che la gran ricchezza sua e della famiglia fosse ottenuta in larga misura mediante "...l'esercizio della pirateria e all'imposizione delle decime sui traffici marittimi".
Frequentò l'Università di Bologna dove si laureò in diritto e intraprese una brillante carriera ecclesiastica grazie all'appoggio dell'influente cardinale napoletano Filippo Carafa.
Il nuovo papa eletto nel 1389, Bonifacio IX, parente di Cossa per parte di madre, gli permise di divenire presto arcidiacono e prender residenza a Roma con incarico di cubiculario, ossia cameriere privato del pontefice. Secondo i suoi detrattori, molto attivi dopo la deposizione a Costanza, in quegli anni Cossa impiegò una ingente quantità di denaro per comprare il titolo cardinalizio, intrattenendo peraltro una relazione more uxorio con la cognata Caterina Carbone, moglie del fratello Marino e sorella del cardinale Francesco Carbone. Durante il processo a Costanza emerse anche che in quello stesso periodo Cossa era divenuto ricchissimo grazie alla compravendita delle cariche ecclesiastiche e delle indulgenze papali in occasione del Giubileo del 1400 Il processo di Costanza dipinse Cossa come un uomo corrotto nei costumi e nell'animo, violento fino ad essere sanguinario, sessualmente pervertito e del tutto indifferente ai suoi doveri di capo della Chiesa, tanto da essere stato soprannominato "cardinale Diavolo". Tra i suoi più accesi accusatori, il segretario apostolico Teodorico di Nieheim affermò che «non vi era stato peccato di pensiero, parola o azione che egli non avesse commesso» e che, nel periodo in cui era stato cardinale legato a Bologna, Cossa aveva violentato più di duecento tra vergini, suore e donne maritate. Tale immagine negativa, per lo più "cucita" addosso a Cossa dai suoi nemici e da chi si era dato da fare per defenestrarlo dal papato, ha resistito per secoli ed è confluita senza alcuna seria verifica in tutta la storiografia successiva fino ai nostri giorni. Nella sua celebre "Storia d'Italia" Indro Montanelli scrisse che «Cossa aveva tutte le qualità che un sacerdote non dovrebbe avere: era un politicante ambizioso e accorto, un amministratore abile e rapace, un generale sagace e spietato. Perché avesse fatto il prete invece che il condottiero, non si sa. Ancora meno si sa perché lo elessero Papa, e in un momento come quello». Tra gli storici della Chiesa che hanno provato a fare ordine nelle fonti e ridimensionare la "leggenda nera" dell'"altro Giovanni XXIII" vanno ricordati Georg Erler e soprattutto, più recentemente, il cardinale Walter Brandmüller, autore di un saggio intitolato Giovanni XXIII nel giudizio della storia, ovvero il potere dei luoghi comuni.
Nel 1402 Papa Bonifacio IX lo nominò cardinale diacono di Sant'Eustachio, mentre un anno dopo lo nominava legato per Bologna e la Romagna. Cossa entrò da trionfatore a Bologna (3 settembre 1403), mentre in Romagna la città di Forlì gli oppose strenua resistenza, riuscendo a mantenere una propria autonomia. Egli rafforzò comunque il potere della Chiesa nella regione e stabilì un'alleanza con la città di Firenze.
S'impegnò per ricomporre lo Scisma d'Occidente, cercando di fare da intermediario tra il nuovo papa romano Gregorio XII e l'avignonese Benedetto XIII, ma le sue trattative fallirono, quindi su sua iniziativa fu indetto un concilio nel 1408 a Pisa. Nel maggio di quello stesso anno Cossa fu uno dei sette cardinali che abbandonarono Gregorio e che insieme a quelli che erano obbedienti a Benedetto indissero il Concilio di Pisa. Il finanziamento del concilio di Pisa avvenne tramite i beni dello stesso Cossa e con un aiuto da parte del comune di Firenze e di Luigi II d'Angiò, che aveva nel Cossa un importante alleato contro il suo rivale Ladislao d'Angiò Durazzo. Il concilio, che si tenne da marzo a luglio 1409, depose i due pontefici ed elesse papa Alessandro V, che dopo appena dieci mesi morì. Il successivo conclave, che si tenne a Bologna, elesse il 10 maggio 1410 lo stesso Baldassarre Cossa, che scelse il nome di suo padre e divenne Giovanni XXIII.
Amico di Giovanni di Bicci de' Medici, fece accedere i Medici all'attività della Camera Apostolica, permettendo al loro Banco di riscuotere le decime e ricavarne una percentuale, un'opportunità che accrebbe notevolmente le fortune finanziarie della famiglia.
Un obiettivo importante per Giovanni XXIII era la riconquista di Roma, occupata dalle truppe di Ladislao, che furono cacciate con Luigi II (12 aprile 1411). In seguito però Giovanni perse l'appoggio di Luigi e cercò il sostegno del nuovo imperatore Sigismondo di Lussemburgo, oltre all'appoggio generale dei vari re cristiani, nominando vari cardinali per ciascuno dei regnanti.
Nel 1411, il 29 aprile, Giovanni XXIII convocò un nuovo concilio a Roma per la primavera successiva, già previsto dal Concilio di Pisa. Riuscì a trovare un'intesa con Ladislao di Napoli nel 1412, ma la pace ebbe breve durata e, dopo l'apertura del concilio (10 febbraio 1413), dovette chiuderlo solo un mese dopo e riparare a Bologna dopo l'assedio di Roma da parte delle truppe di Ladislao, comandate da Angelo Tartaglia. Fu scelta allora una nuova sede, Costanza, in territorio imperiale, quindi sotto la giurisdizione di Sigismondo di Lussemburgo.
Il concilio di Costanza, indetto nella città di Lodi in Italia, si aprì il 1º novembre 1414. In quell'anno Giovanni XXIII e l'imperatore Sigismondo, dopo essersi accordati a Lodi, si diressero verso Cremona, passando il primo da Castelnuovo Bocca d'Adda e il secondo da Pizzighettone. Nell'agosto del 1414 moriva re Ladislao, quindi nel Cossa si riaccese la speranza di rivedere Roma. Nel frattempo il concilio stava prendendo una piega a lui sfavorevole: spinto all'abdicazione, prima di abbandonare Costanza e fuggirne da Porta Hemmishof, si "comprò" l'appoggio di Bernardo I, il margravio di Baden e Signore di Hochberg, donandogli 16000 scudi d'oro, ma il gesto servì a nulla, quindi, con la protezione del Duca d'Austria Federico IV d'Asburgo, che organizzò un grandioso torneo a scopo di distrazione per favorirne la fuga, il 20 marzo 1415 travestito da palafreniere, si rifugiò nel castello di Sciaffusa, poi a Laufenburg e infine a Friburgo. Il deposto pontefice ora fuggitivo, si era procurato con mezzi finanziari già prima i favori di Filippo di Borgogna (il padre di Giovanni di Borgogna passato alla storia come  Giovanni senza paura) e dell'elettore e arcivescovo di Magonza, (lo fu nel periodo 1397-1419), Giovanni II (1360-1419) del casato di Nassau, quest'ultimo uomo difficile e autocratico che lasciò definitivamente Costanza nel 1415 e poi riconobbe il pontefice Martino V.
Questa fuga contrariò l'imperatore, ma Giovanni XXIII, divenuto oramai antipapa, si consegnò, il 17 maggio 1415 a Federico d'Austria che lo fece imprigionare a Radolfzell vicino a Costanza. Fu quindi processato davanti al concilio e deposto il 29 maggio 1415 e durante la XII sessione del Sinodo gli venne letto lo stato d'arresto con accuse di simonia e altro  sintetizzato in 70 capitoletti fra i quali il controverso elenco: "così grande era il numero degli stupri violenti o di seduzione, degli adulterj, degli incesti e di altri l'ancor e oziosi vizj, che la vita di un solo uomo non sembra poter bastare a tante nefandita".
Passato nelle mani del conte palatino del Reno Ludovico di Wittelsbach, venne rinchiuso nel castello di Hausen presso Mannheim e poi, dopo una tentata evasione, a Heidelberg.

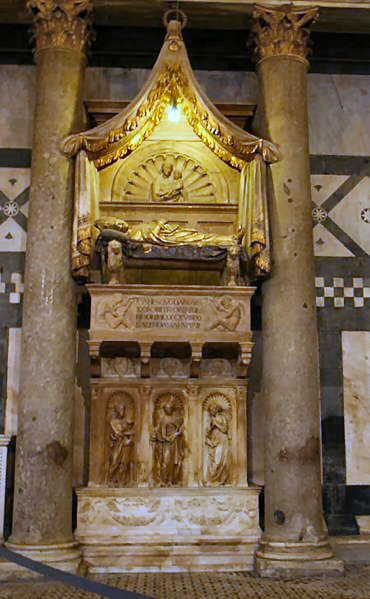
Monumento funebre al Cardinal Baldasarre Cossa, Donatello e Michelozzo, Battistero di Firenze.

L'11 novembre 1417 venne eletto papa Martino V, il quale iniziò le trattative per la sua liberazione. Venne infine consegnato ai commissari pontifici nell'aprile del 1418, grazie all'intervento di Giovanni di Bicci de' Medici, che pagò per la sua liberazione, attraverso un suo agente, la notevole somma di 30.000 fiorini. Dopo aver tentato, in un primo tempo, di fuggire, temendo di avere, con Martino V, la stessa sorte che ebbe papa Celestino V con papa Bonifacio VIII, fu ricatturato e, con animo rassegnato, si recò a Firenze, dove arrivò il 23 giugno 1419 e, vestito come un dottore di legge, si presentò davanti a Martino V riconoscendolo legittimo pontefice. Per i suoi meriti, il papa concesse al Cossa di rientrare nel Sacro Collegio come vescovo di Frascati.
Morì a Firenze il 22 dicembre 1419 e fu sepolto, come da lui richiesto, nel Battistero di Firenze, dove per lui fu costruita tra il 1425 e il 1430 la bellissima sepoltura opera di Donatello e Michelozzo.

## Legittimità
Bisogna dire, che per quanto il Concilio lo abbia deposto ufficialmente come antipapa, in realtà molti contemporanei, tra cui lo stesso Martino V che era stato suo sostenitore contro Gregorio XII, lo vedevano come il papa legittimo che doveva essere deposto per il bene della Chiesa e non come un usurpatore; per costoro, Gregorio XII aveva smesso di essere papa già nel 1409. Come soluzione per chiudere lo scisma, il Concilio auspicava che i tre pretendenti al papato accettassero di dimettersi spontaneamente; a dimettersi, tuttavia, fu soltanto Gregorio XII: Giovanni XXIII venne processato e deposto, e Benedetto XIII tergiversò a lungo, fin quando il Concilio dichiarò deposto anche lui.
La legittimità di Giovanni XXIII, pur messa in discussione, non fu mai veramente negata per cinque secoli, sino al 1947, quando il suo nome fu espunto dall'Annuario Pontificio (nella Basilica di San Paolo fuori le Mura, a Roma, nei tondi che raffigurano i papi, compare Giovanni XXIII al suo posto nell'ordine cronologico) e Papa Roncalli nel 1958 poté assumere nuovamente il nome Giovanni duplicandone l'ordinale.

## Concistori per la creazione di nuovi (pseudo) cardinali
L'antipapa Giovanni XXIII durante il suo (anti) pontificato ha creato 18 (pseudo) cardinali nel corso di 4 distinti concistori.

## Conclavi
Durante il periodo del suo cardinalato Baldassarre Cossa partecipò ai conclavi:
- conclave del 1409, che elesse l'antipapa Alessandro V
- conclave del 1410, che elesse lui stesso

mentre non aveva partecipato ai conclavi:
- conclave del 1404, che elesse papa Innocenzo VII
- conclave del 1406, che elesse papa Gregorio XII

## Il nome di Giovanni XXIII tra i papi e papa Roncalli
Egli non dev'essere confuso con il papa Giovanni XXIII del XX secolo. Il fatto che per più di 500 anni non ci sia stato un Papa con il nome "Giovanni" (contro 22 in 1400 anni) è probabilmente dovuto alla figura controversa che questo antipapa ha rappresentato. Quando il cardinale Angelo Giuseppe Roncalli fu eletto e divenne Papa Giovanni, ci fu una piccola controversia per decidere se lui doveva essere Giovanni XXIII oppure Giovanni XXIV: lui stesso dichiarò che il suo nome pontificale era Giovanni XXIII mettendo a tacere la questione e dichiarando implicitamente di non riconoscere come papa il suo omonimo predecessore.

## Genealogia episcopale e successione apostolica
La genealogia episcopale è:
- Cardinale Jean Allarmet de Brogny
- Cardinale Baldassarre Cossa

La successione apostolica è:
- Vescovo John Catterick (1414)